# Euaspidoceras babeanum
Euaspidoceras babeanum es una especie extinta de amonite, que vivió durante el periodo Jurásico.
Los fósiles de Euaspidoceras babeanum se pueden encontrar en el Jurásico Superior, etapa oxfordiense de Francia, hace alrededor de 154 a 146 millones de años.

## Descripción
Euaspidoceras babeanum tiene un caparazón que alcanza hasta 40 centímetros (16 pulgadas) de diámetro.